# 利索韋 (普里盧基區)
50°38′41″N 32°35′7″E / 50.64472°N 32.58528°E
利索韋（烏克蘭語：Лісове），是烏克蘭的村落，位於該國北部切爾尼戈夫州，由普里盧基區負責管轄，始建於1600年，面積0.34平方公里，海拔高度115米，2001年人口80，人口密度每平方公里238.8人。